# Nürnberg Ost
Nürnberg Ost – stacja kolejowa w Norymberdze, w kraju związkowym Bawaria, w Niemczech. Stacja ma 2 perony.